# Plagiorhynchus ogatai
Plagiorhynchus ogatai är en hakmaskart som först beskrevs av Fukui och Morisita 1936.  Plagiorhynchus ogatai ingår i släktet Plagiorhynchus och familjen Plagiorhynchidae. Inga underarter finns listade i Catalogue of Life.